# Liste pour le Sandžak
La Liste pour le Sandžak (en bosnien et en serbe : Lista za Sandžak et en serbe cyrillique : Листа за Санџак) est une coalition minoritaire qui représente les Bosniaques de la région du Sandžak, en Serbie. Elle est conduite par Sulejman Ugljanin.
La Liste pour le Sandžak regroupe les partis suivants :
- Parti d'action démocratique du Sandžak
- Parti démocratique bosniaque du Sandžak
- Parti réformiste du Sandžak
- Parti social-libéral du Sandžak
- Parti social-démocrate du Sandžak

Aux élections législatives serbes de 2007, la Liste a obtenu 2 sièges au Parlement de Serbie. À l'élection présidentielle serbe de 2008, elle a soutenu le candidat Velimir Ilić au premier tour. Aux élections législatives anticipées de 2008, la coalition a pris le nom de Liste bosniaque pour un Sandžak européen et a présenté 150 candidats.